# Tinian
Tinian è una delle tre isole che formano il Commonwealth delle Isole Marianne Settentrionali. L'isola si trova a circa 8 km da Saipan. La sua superficie è di 100 km².

## Storia
Tinian come le altre isole dell'arcipelago era stata prima una colonia spagnola e in seguito della Germania.
Con lo scoppio della prima guerra mondiale l'Impero giapponese la occupò. Dopo la fine del conflitto l'isola divenne un protettorato giapponese. In questo periodo venne sviluppata la coltivazione della canna da zucchero.
Scarsamente popolata venne occupata, durante la seconda guerra mondiale, da notevoli forze giapponesi. Tinian venne conquistata dagli americani nel luglio 1944 con la battaglia di Tinian. In seguito l'isola venne trasformata in uno dei più trafficati e importanti aeroporti della seconda guerra mondiale: vi furono costruite sei piste da 2.400 m ognuna e venne utilizzata come base per i bombardieri strategici americani Boeing B-29 Superfortress. Fu da Tinian che partirono i velivoli che effettuarono i bombardamenti atomici di Hiroshima e Nagasaki.
La base aerea, pur avendo lo status di monumento, giace in stato di abbandono.

## Religioni
Al 2013 era presente una piccola comunità di 15 testimoni di Geova.